# Nível eletrônico
Os elétrons, numa região em torno do núcleo de um átomo, orbitam em espaços com quantidades de energia características denominadas níveis eletrônicos, camadas eletrônicas ou camadas de electrões. Uma camada eletrônica é constituída por um grupo de orbitais atômicos com o mesmo valor de número quântico principal n.

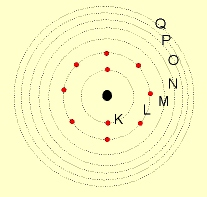
Níveis eletrônicos de energia

A existência de camadas eletrônicas foi observada pela primeira vez experimentalmente nos estudos de absorção de raio-x de Charles Barkla e Henry Moseley. Barkla nomeou-os então com as letras K, L, M, etc. (A terminologia original era alfabética. K e L eram originalmente chamados B e A, mas foram renomeados posteriormente para deixar espaço para linhas espectrais hipotéticas que nunca foram descobertas).
Em 1913, Niels Bohr (1885-1962), fundamentado na teoria quântica da radiação formulada por Max Planck em 1900, propôs que os elétrons, em torno do núcleo atômico, giram em órbitas estacionárias denominadas de "níveis de energia", "camadas eletrônicas" (camadas de electrões). Nestes níveis energéticos os elétrons não emitem e não absorvem energia. Se receberem energia, na forma de luz ou calor, se afastam para níveis mais externos e, ao retornarem, emitem esta mesma quantidade de energia. Segundo a teoria quântica a energia envolvida na transição de um nível para outra é quantizada, ou seja, ocorre em "pacotes" inteiros, não divisíveis, denominados "quanta" ("quantum", no singular).
Para os átomos conhecidos atualmente, os elétrons ocupam 7 níveis de energia (camadas de elétrons), representados por letras maiúsculas: K, L, M, N, O, P e Q, e identificados através de "números quânticos", denominados "principais" ou "primários", que são, respectivamente: 1, 2, 3, 4, 5, 6 e 7. A quantidade de elétrons que o átomo de número atômico 112 apresenta ocupando cada nível são, respectivamente: 2, 8, 18, 32, 32, 18 e 2. O átomo 118  possivelmente apresentará a mesma configuração eletrônica, apenas distribuindo 8 elétrons no nível Q.

## Camada de valência
A camada de valência é a última camada do átomo ou o último nível  de uma distribuição eletrônica. Normalmente os elétrons pertencentes à camada de valência são os que participam de alguma ligação iônica ou ligação covalente. Quando um átomo não possui 8 elétrons ele é instável. Para o átomo ficar estável ele participa da regra do octeto (Ligação de Lewis) em que os átomos se ligam para ficar com a última camada com 8 elétrons.